# Collegium Russicum
A Collegium Russicum (olasz hivatalos neve: Pontificio Collegio Russo die Santa Teresa del Bambin Gesù, magyarul Kis Szent Terézről nevezett Pápai Orosz Kollégium) egyike a pápai alapítású papnevelő intézeteknek Rómában.

## Előzmények: a katolikus egyház helyzete Oroszországban
A cári Oroszország területén a 19. században latin rítusú katolikusok főleg az ország nyugati felén éltek (vagyis azokon a korábban is katolikus területeken, amelyeket az orosz birodalom az idők során elfoglalt), illetve azokon a Volga menti területeken, ahová korábban, a 18. században katolikus németeket telepítettek be. Az ortodox hívek áttérését törvények tiltották, ezért keleti (bizánci-szláv) rítusú egyházszervezet sokáig egyáltalán nem létezett Oroszországban; csak a 19. század végén alakultak meg az első keleti rítusú katolikus közösségek. 
Az 1905-ben II. Miklós cár vallási türelmi rendelet adott ki, amely ha nem is biztosított korlátlan vallásszabadságot, de nem tiltotta többé az ortodoxok áttérését más felekezetekhez. Ez jelentős változást hozott a katolikus egyház helyzetében: hivatalos statisztikák szerint 1905 és 1909 között 233 000 személy lépett át az ortodox egyházból a katolikus egyházba, nagy részük bizánci-szláv rítust választva. 
Közvetlenül az első világháború előtt 12 római katolikus egyházmegye létezett Oroszországban, ezek közül ténylegesen orosz területen öt, a maradék hét pedig nyugaton, az ún. Visztula menti határterületen (Priviszlinszkij kraj). Az utóbbi terület a mahiljovi (oroszul mogiljovi) érsekséghez tartozott, ahol 1 160 000 katolikus hívő élt 331 egyházközségben, 400 pappal és öt papnevelő intézettel. Egyes források szerint ekkor az egész országban a katolikus egyház híveinek száma kb. ötmillió, a templomoké 1491, a papoké pedig 2194 volt.
Az 1917-es februári forradalmat a katolikus egyház szimpátiával fogadta, mert a megalakult ideiglenes kormány teljes vallásszabadságot ígért. Ez a kedvező időszak, amely alatt még kereszténydemokrata párt is alakult Szentpéterváron, nem tartott sokáig. Az 1917-es októberi orosz forradalomban a bolsevikok megdöntötték az ideiglenes kormányt, majd többéves polgárháború kezdődött. 1922-ben pedig bolsevik kommunista vezetéssel megalakult a Szovjetunió. 
Lenin már 1918-ban meghirdette a harcot a vallás ellen, kijelentve, hogy „akkora csapást kell mérni az egyházra, hogy legalább ötven évig ne térhessen magához”. A meghirdetett harcos ateizmus kezdetben főként a többséget alkotó ortodox egyház ellen irányult, de idővel, egyre fokozó mértékben a katolikus egyház is a kíméletlen üldözés célkeresztjébe került. 1925-ben már egyetlen egyházmegye élén sem állt püspök, a mahiljovi érsekség területén pedig csak 227 ezren merték magukat hívőnek vallani, a korábbi 400 helyett már csak 88 pap szolgálta a híveket (a többi papot vagy kivégezték, vagy börtönbe zárták, vagy külföldre kényszerítették). 
1926-ban a francia jezsuita, Michel d’Erbigny, akiről akkor még nem volt tudott, hogy röviddel korábban titokban püspökké szentelték, kétszer is beutazási engedély kapott a Szovjetunióba. D’Erbigny, a pápa megbízásából, megpróbálta a katolikus hierarchiát újjászervezni: útja során több helyben működő papot titokban püspökké szentelt, de az állambiztonsági szervek a következő évek során valamennyi új püspököt letartóztatták. 1935-ben a Szovjetunió egész területén már csak 16 katolikus pap volt szolgálatban, a harmincas évek végén pedig már csak két katolikus templom működhetett, elsősorban külföldi diplomaták számára: egy Moszkvában, egy pedig Leningrádban.

## Róma reakciója: a Collegium Russicum
XV. Benedek pápa 1917. október 15-én megalapította Pápai Keleti Intézetet, hogy „saját székhelye legyen az Örök Városban a keleti kérdéseket érintő felsőfokú tudományoknak.” Ugyanebben az évben állította fel a pápa a Keleti Egyházak Kongregációját a római katolikus egyházzal egyesült keleti rítusú egyházak ügyeinek intézésére.
XV. Benedek utódja, XI. Piusz pápa 1925-ben megbízta a berlini nunciust, Pacelli bíborost (a későbbi XII. Piusz pápát), hogy vegye fel a kapcsolatot a szovjet kormánnyal, s próbálja meg elérni az egyházüldözés megszüntetését. Pacelli három alkalommal is tárgyalt titokban Csicserin külügyi népbiztossal (külügyminiszterrel), de a tárgyalások nem hoztak eredményt.
XI. Piusz pápa 1928-ban bejelentette szándékát, hogy orosz kollégiumot alapítson Rómában, és a Rerum Orientalium kezdetű enciklikájával arra buzdította a püspököket, valamint a szerzetesrendi elöljárókat, hogy küldjenek diákokat az intézménybe, olyan bátor kispapokat, akik vállalkoznak a bizánci-szláv rítus elsajátítására és arra, hogy majdan – adandó alkalommal – jó felkészültséggel Oroszországban végezzenek térítő munkát. Külön levelet intézetet a jezsuitákhoz, amelyben kérte „jezsuita fiait”, lépjenek be az új római kollégiumba.
1928. február 28-án volt az új intézmény alapkőletétele, majd az 1929. augusztus 15-én megjelent Qaum Cura apostoli levéllel hivatalosan is megtörtént a röviden Russicumnak nevezett papnevelő intézet megalapítása.
1929-ben XI. Piusz Kis Szent Terézt nevezi ki Oroszország és a római orosz kollégium (Russicum) védőszentjének.	
Az intézet első rektora, a felvidéki szlovák családból származó és részben Magyarországon nevelkedett jezsuita páter, Vendelin Javorka lett, akit legfőbb rendi elöljárója már 1925-ben Rómába hívott, hogy ott készüljön fel a keleti szertartású szlávok között végzendő későbbi feladatokra. 1934. január 10-ig vezette az intézetet.
XI. Pius pápa 1932-ben kiadott Nostra animarum kezdetű motu propriójával, saját templomot adott az intézetnek és az unitus (görögkatolikus) oroszoknak.
A szovjet hírszerző szervek folyamatosan figyelemmel kísérték a Russicum tevékenységét. Nyilvántartásuk szerint 1950-ig 172 hallgatót képeztek ki az intézetben, akik közül csak 22 volt orosz származású. A többiek a legkülönbözőbb nemzetek fiai közül kerültek ki. 
A kollégium fennállásnak első évtizedeiben nem volt alkalom arra, hogy katolikus papok bejuthassanak a Szovjetunió területére, ezért a Russicum végzettjei csak az orosz emigránsok körében működhettek a világ különböző részein. Először a második világháború során adódott lehetőség arra, hogy az Orosz Kollégiumban végzett papok közül néhány bejusson a Szovjetunió területére. Ők azonban többnyire egy-két éven belül lelepleződtek. 1939 és 1948 között a szovjet titkosszolgálat (saját nyilvántartása szerint) 11 ilyen személyt fogott el, s mindegyiküket elítélték szovjetellenes tevékenység és kémkedés vádjával. Volt, akit agyonlőttek, a többségüket pedig sokéves kényszermunkára ítélték.
A helyzet csak a hatvanas évek első felében változott, XXIII. János pápa enyhülést kereső politikája és a II. Vatikán Zsinat új szellemisége hatására. 1963-ban egy orosz ortodox küldöttség élén a katolikus egyházzal szimpatizáló Nyikodim pátriárka meglátogatta a Russicumot. Később többször találkozott annak akkori rektorával, P. Paul Malleux jezsuitával is. A megbeszélések eredményeként 1965-től intenzív ökumenikus csereprogram jött létre, aminek folyományaként a kollégium rendszeresen fogadott ortodox hallgatókat is. A Szovjetunió felbomlása után derült ki állítólag, hogy az onnan érkezett hallgatók mindegyike a KGB beszervezett ügynöke volt.
A II. Vatikáni Zsinat után, az új ökumenikus szellemnek megfelelően, a Russicumban folytatott képzés már nem az ortodoxia megtérítését tekinti fő feladatának, hanem egymás értékeinek kölcsönös megismerését és megismertetését, a másik egyháznak testvéregyházként való elismerését és megbecsülését.